# Titouan Castryck
Titouan Castryck, född 28 augusti 2004, är en fransk kanotist som tävlar i kanotslalom.

## Karriär
Vid olympiska sommarspelen 2024 i Paris tog Castryck silver i K1 samt slutade på nionde plats i kajakcross. Vid EM 2025 i Vaires-sur-Marne tog han silver både individuellt i K1 samt i lagtävlingen tillsammans med Benjamin Renia och Anatole Delassus.